# Fritz Fend
Fritz Fend (* 12. April 1920 in Rosenheim; † 22. November 2000 in Regensburg) war ein deutscher Ingenieur und Automobilkonstrukteur.

## Leben
Fritz Fend war der Sohn des Kaufmanns und Lebensmittelhändlers Johann Fend. Nach dem Oberrealschulabschluss in Rosenheim begann er an der Technischen Hochschule München sein Luftfahrtstudium. Während des Zweiten Weltkriegs war er als Versuchs- und Entwicklungsingenieur im Flugzeugbau tätig. Nach dem Krieg war er zeitweilig als Büroangestellter  seines Vaters tätig.
1946 gründete er sein eigenes Unternehmen namens Fritz Fend, Technischer Fertigungsbetrieb und begann mit der Produktion von Fahrzeugen wie dem Fend Flitzer, die er als Fend vermarktete. 1953 verlegte er den Firmensitz von Rosenheim nach München. Bekannt wurde er vor allem durch den in den 1950er Jahren populären Kabinenroller. Die Idee des Kabinenrollers griff er in seinen letzten Lebensjahren wieder auf. Er stellte noch 1999 den Fend 2000 vor. Nach seinem Tod wurde das Projekt jedoch nicht mehr zu Ende geführt. Es blieb bei einem Prototyp, der heute als Unikat eine Straßenzulassung besitzt.

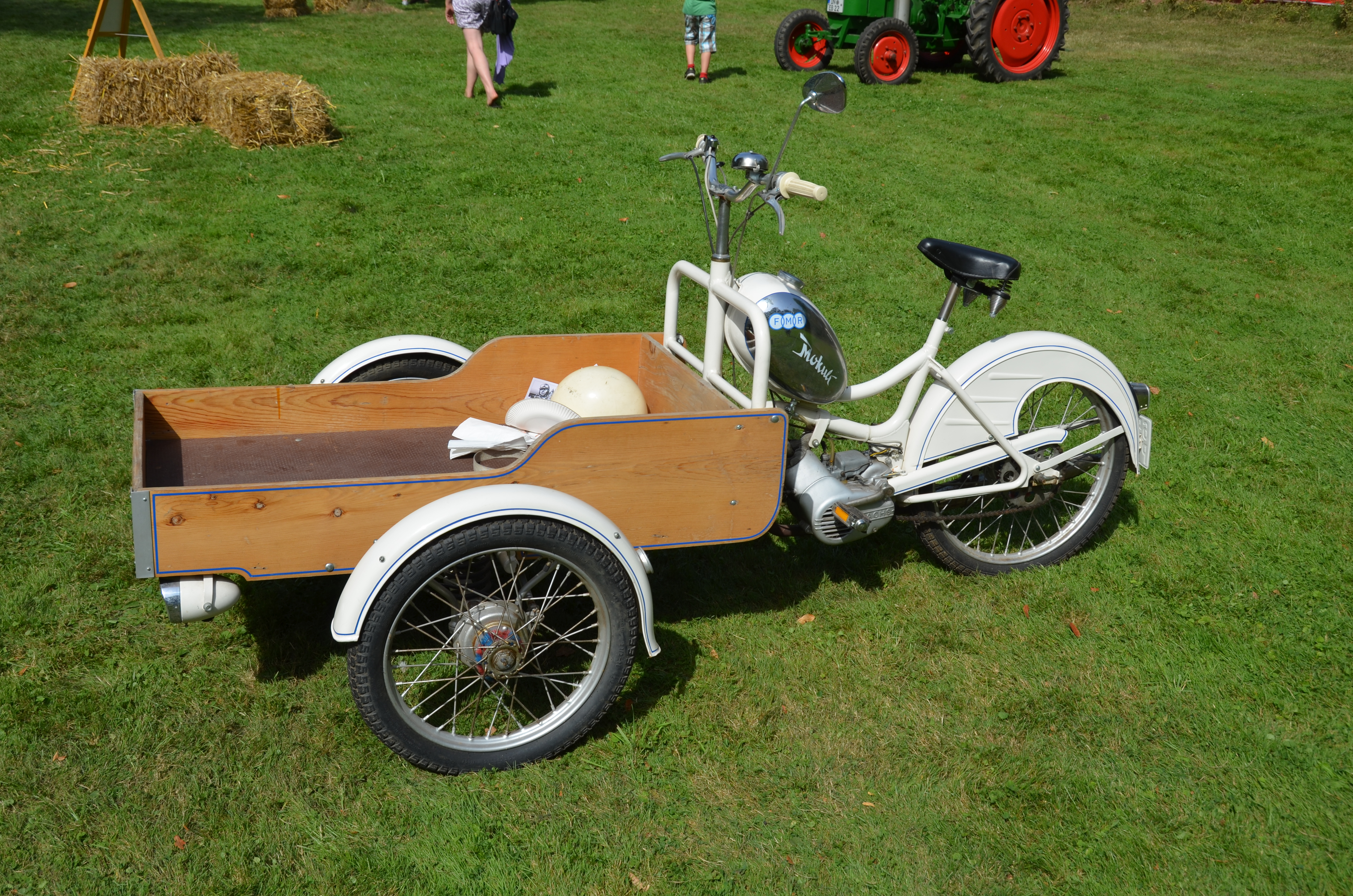
Fend Mokuli, mit Sachs-Motor
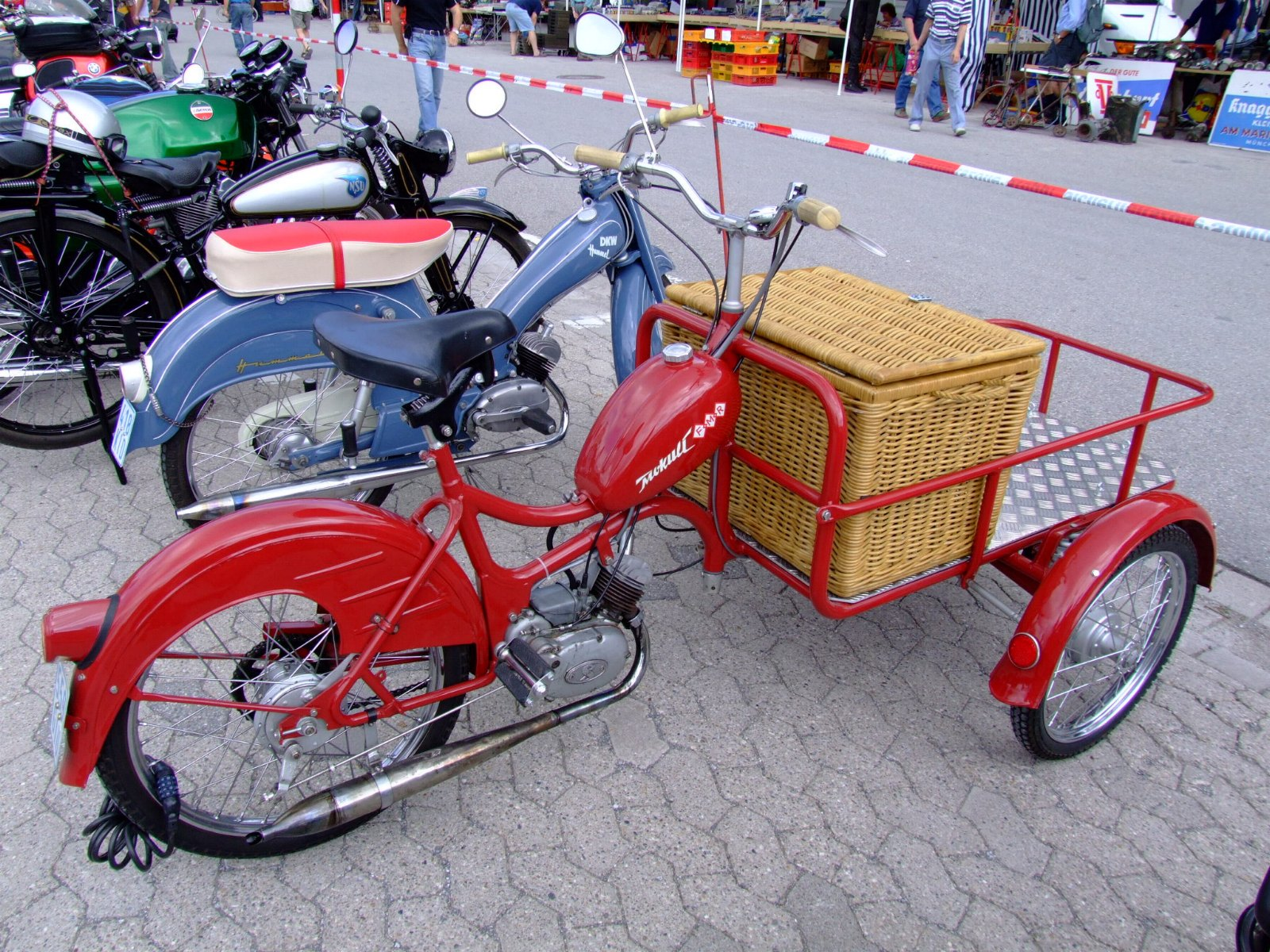
Fend Mokuli Typ 130
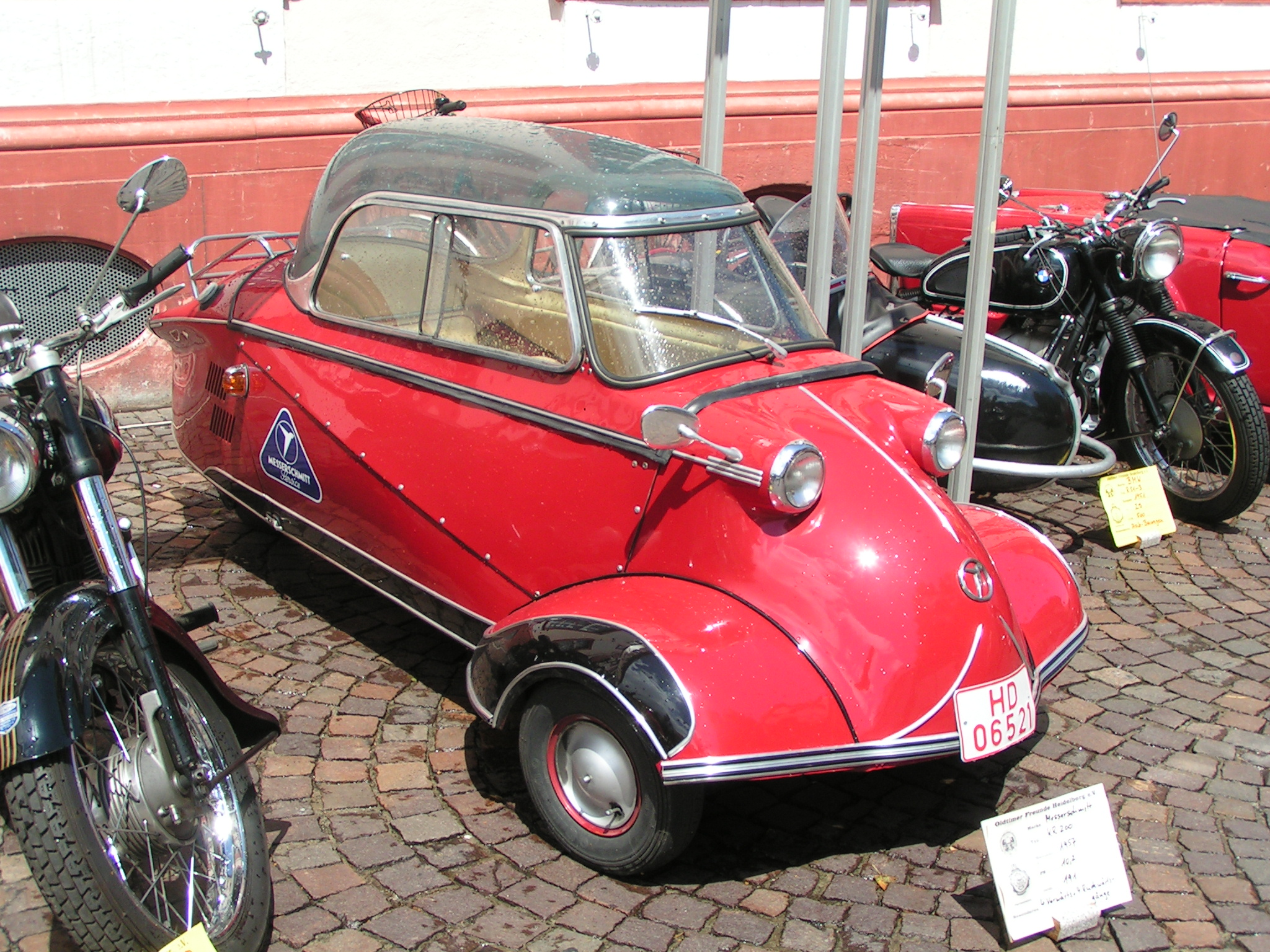
Messerschmitt Kabinenroller

Ab 1957 lebte Fend in Regensburg. Er starb an den Folgen eines Schlaganfalls.

## Ehrungen
In Regensburg ist seit 2011 die Fritz-Fend-Straße nach ihm benannt. Über die Straßeneinweihung wurde in der BR-Sendung Schwaben & Altbayern berichtet.